# Estación del Norte (Metro de Boston)
Estación del Norte es una importante estación en la línea Naranja, el Ramal E y el Ramal C de la línea verde del Metro de Boston, además de varias líneas de Tren de Cercanías, y de larga distancia como Amtrak. La estación se encuentra localizada en 135 Causeway Street y Canal Street en Cambridge, Massachusetts. La Estación del Norte fue inaugurada el 7 de abril de 1975. La Autoridad de Transporte de la Bahía de Massachusetts es la encargada por el mantenimiento y administración de la estación.

## Descripción
La Estación del Norte cuenta con 2 plataformas centrales y 12 vías. La estación también cuenta con 1,275 de espacios de aparcamiento.

## Conexiones
La estación es abastecida por las siguientes conexiones: 
- Rutas de autobuses: 4